# NGC 1752
NGC 1752 è una galassia a spirale barrata situata nella costellazione dell'Eridano, a una distanza di circa 172 milioni di anni luce dalla nostra Via Lattea.

## Scoperta
La galassia è stata scoperta il 30 dicembre 1861 dall'astronomo tedesco Heinrich d'Arrest.

## Descrizione
NGC 1752 ha una classe di luminosità III e presenta una larga riga a 21 cm dell'idrogeno neutro.

## Gruppo di NGC 1752
NGC 1752 è la più vasta di un gruppo di galassie che porta il suo nome. Il Gruppo di NGC 1752 comprende almeno 4 galassie. Le altre sono NGC 1779, IC 401 e IC 402.